# أيوب بوعدي
أيوب بوعدي (2 أكتوبر 2007) هو لاعب كرة قدم, من أصول مغربية من مدينة تزنيت يلعب كلاعب خط وسط في نادي ليل.

## المسيرة الكروية
انضم بوعدي، وهو لاعب سابق في أكاديمية الشباب بنادي كريل، إلى نادي ليل في عام 2021. في 21 أغسطس 2023، وقع أول عقد احترافي له مع النادي حتى يونيو 2026.
في 5 أكتوبر 2023، ظهر لأول مرة مع فريق ليل في مباراة دور المجموعات في الدوري الأوروبي ضد نادي كلاكسفيك والتي انتهت بالتعادل بدون أهداف. في عمر 16 عامًا و3 أيام، أصبح أصغر لاعب يشارك في مباراة في مسابقة أوروبية للأندية. كما أصبح أصغر لاعب يظهر في مباراة رسمية لفريق ليل، وهو الرقم القياسي الذي كان يحمله سابقًا جويل هنري منذ عام 1978.
في 22 أكتوبر، وفي عمر 16 عامًا و20 يومًا، أصبح أصغر لاعب في الدوري الفرنسي منذ جويل فريشيت [الفرنسية] في عام 1981. 

## المسيرة الدولية
بوعدي هو لاعب حالي في منتخب فرنسا للشباب.

## الحياة الشخصية
ولد بوعدي في فرنسا، وهو من أصول مغربية.
في يونيو 2023، في قصر الإليزيه، فاز بالمسابقة الرابعة للبلاغة لأكاديميات كرة القدم الفرنسية.

## إحصائيات المهنة
آخر تحديث 24 أبريل 2024.
| نادي                  | موسم                  | الدوري                | الدوري | الدوري  | الكأس  | الكأس   | قاري   | قاري    | المجموع | المجموع |
| نادي                  | موسم                  | قسم                   | الظهور | الأهداف | الظهور | الأهداف | الظهور | الأهداف | الظهور  | الأهداف |
| --------------------- | --------------------- | --------------------- | ------ | ------- | ------ | ------- | ------ | ------- | ------- | ------- |
| ليل ب                 | 2023–24               | بطل وطني 3            | 3      | 0       | —      | —       | —      | —       | 3       | 0       |
| ليل                   | 2023–24               | الدوري الفرنسي 1      | 9      | 0       | 3      | 0       | 6      | 0       | 18      | 0       |
| مجموع المسيرة المهنية | مجموع المسيرة المهنية | مجموع المسيرة المهنية | 12     | 0       | 3      | 0       | 6      | 0       | 21      | 0       |

1. ↑  يتضمن دوري المؤتمر الأوروبي

## روابط خارجية
- أيوب بوعدي في الاتحاد الفرنسي لكرة القدم باللغة الفرنسية